# Tomás Martín Rebollo
Tomás Martín Rebollo (Granada, 1858-Madrid, 1919) fue un pintor español.

## Biografía
Pintor originario de Granada, donde nació en mayo de 1858, fue discípulo de la Escuela especial de Pintura Escultura y Grabado y de Julián Sans. Se destacó como acuarelista. En la Exposición Nacional de 1881 presentó dos acuarelas, Recuerdos de Granada. En las Exposiciones del Círculo de Bellas Artes de Madrid y del comercio de Hernández, presentó más acuarelas: Detalle del Albaicín, Un recuerdo de Granada, Calles de Granada, Huerta de Zavala en Granada, Una maja, Un trovador y Caballero veneciano. Falleció en Madrid el 8 de febrero de 1919.